# ニューヨーク級戦艦
ニューヨーク級戦艦（ニューヨークきゅうせんかん New York class battleships）は、アメリカ海軍の戦艦の艦級。アメリカ海軍が最初に保有した超弩級戦艦で、2隻が建造された。

## 概要
当時のアメリカ合衆国は、毎年ごとに戦艦2隻を増強する方針をとっていた。ニューヨーク級は、ワイオミング級（アーカンソー級）の拡大改良型である。1909年に設計がまとまり、アメリカ海軍初の超弩級戦艦として2隻の建造が議会に承認され、1910年度海軍計画により2隻が建造された。ワイオミング級は12インチ（30.5cm）50口径カノン砲を連装砲塔6基（12門）搭載していた。それに対しニューヨーク級（テキサス級）は、主砲に同年3月に開発完了した新式の14インチ（35.6cm）45口径カノン砲を採用した。そして同14インチ砲を10門（連装砲塔5基）を搭載した。その一方、経済的観点から機関はレプシロ・エンジン、2軸推進となった。
なおネームシップのニューヨーク (BB-34) よりも、2番艦テキサス (BB-35)の方が先行して建造された。海外の資料を含めて、テキサス級戦艦（テキサス型戦艦）と表記する事例がある。

## 艦形

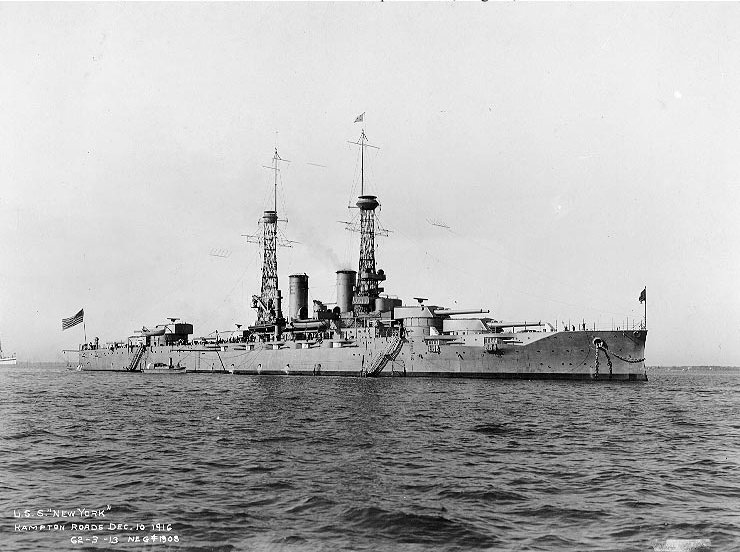
籠状の前後マストを持つ1916年時のニューヨーク。

ニューヨーク級の船体形状は平甲板型船体で全長は174.7mと、ワイオミング級の171.3mよりも約3m伸びた。前級のワイオミング級と同一の主砲塔6基の配置にしなかった理由は、同配置のまま14インチ砲を採用すると艦の全長が伸び、船体が大型化して高価なものとなるという為である。

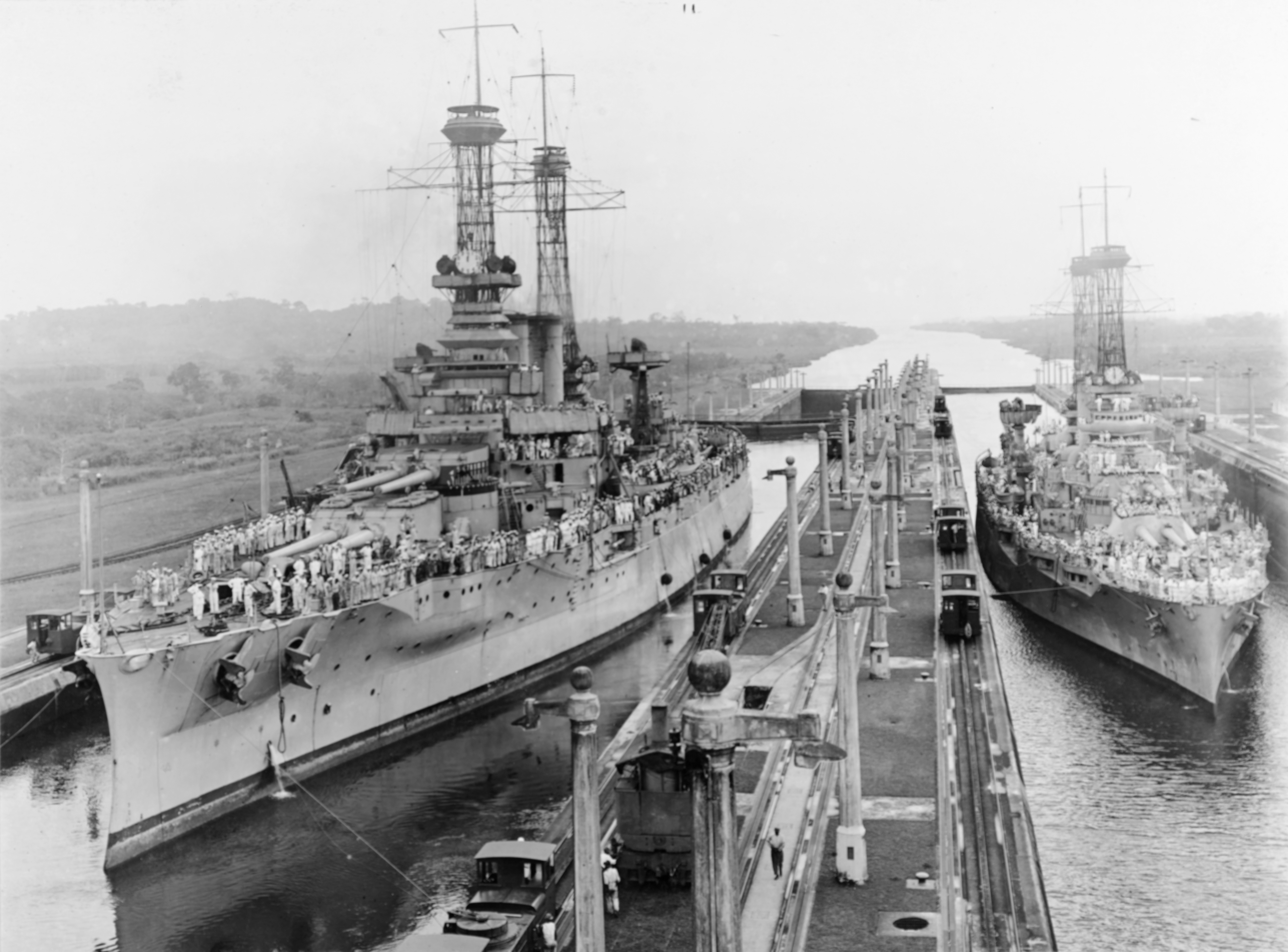
籠状の前後を持つ1919年時のテキサス。頂上部の見張り所が密閉化され、僚艦に射撃データを支持するレンジ・クロックが装備されている。後方の戦艦はアーカンソー。

構造を艦の前方から記述すれば、まず主砲には新設計の1910年型 Mk. 12 35.6cm（45口径）カノン砲を収めたクサビ形の連装式の主砲塔に収め、背負い式の1番・2番主砲塔に装備した。2番主砲塔の基部から上部構造物が始まり、2番主砲塔の後方に司令塔を組み込んだ操舵艦橋が立ち、その背後に籠状の前部マストが立ち、中段部と最上段には露天の見張り台がある。2本煙突の側面の舷側甲板上には艦載艇が並べられ、それらは1対の探照灯台とそれを基部にしたクレーンが片舷1基ずつ計2基で運用された。2番煙突の後方に籠状の後部マストが立った所で上部構造物は終了し、そこから一段分下がって後部甲板上に後方へ向けて配置された3番主砲塔、背負い式の4番・5番主砲塔の順となっている。
副砲の12.7cm速射砲は艦橋の側面に露天で1基ずつ。ケースメイト（砲郭）配置で1番主砲塔の側面に2基ずつ、船体中央部に5基ずつ、艦尾側に2基ずつの片舷8基で計16基を配置した。煙突の背後には単脚式の2段の見張り所を持つ後部マストが立った所で上部構造物は終了し、そこから甲板一段分下がって、後部甲板上に2番主砲塔が後向きで1基配置された。
就役後の1918年に対空火器としてMk. 10 7.6cm（50口径）高角砲を単装砲架で4基を搭載したが、1919年に更に2基を追加した。1920年代に艦首の副砲の12.7cm速射砲5門を撤去した。戦訓により第一次世界大戦時に2番・3番・4番主砲塔の上に測距儀を設置し、テキサスが1916年に射撃方位盤及び射撃指揮装置を搭載し、これがアメリカ戦艦初の射撃指揮装置の搭載となった。

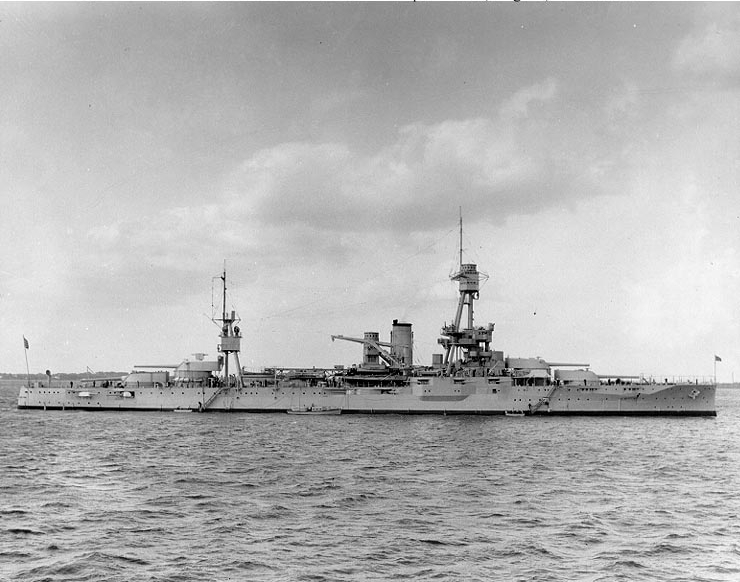
1929年に撮られた近代化改装後のニューヨーク。前後のマストが三脚型となり、後部マストが3番・4番主砲塔の間に移設された。また艦首の副砲の砲門が閉鎖され、一部の副砲は上部構造物の側面に移設された。

ニューヨーク級は1925年～1927年にノーフォーク造船所で近代化改装が行われ、ボイラーを石炭・重油混焼缶16基から重油専焼缶6基に換装したが、推進機関はレシプロ機関のままであったために速力・出力は変わらなかったが、航続能力は向上して重油2,810トンで速力10ノットで15,400海里を航行できた。ボイラー数の減少に伴い艦橋側の煙突を撤去し、2番煙突はやや太くなり煙突数は1本に減少した。
また、第一次大戦のイギリス超弩級戦艦が水雷兵器により戦闘不能になった戦訓から魚雷防御隔壁を増やし、1番主砲塔から5番主砲塔の側面にかけてバルジを追加して艦幅が32.4mと増した。同時に水平防御も改良され甲板防御は50mmから95mmへと厚くなった。
籠状の前後マストは強固な三脚型に更新され、2番煙突の背後には射撃指揮所が新設されたのに伴い、後部マストは前部マストの半分くらいの高さのものが3番主砲塔と4番主砲塔の間の空きスペースに移設された。艦橋構造も司令塔の上に拡幅され、測距儀を乗せた完全な密閉構造となった。頂上部には主砲・副砲の射撃方位盤を内蔵する密閉型の見張り室が設けられた。また、水上機運用のためにカタパルトを3番主砲塔の上に設置し、艦載艇クレーンはより大型のものに換装した。
波浪により被害のあった中央部副砲5門のうち、前方3門を主甲板上に新たに設けられた張り出しに移し、その天蓋部に7.6cm単装高角砲を片舷4門ずつ計8基増設した。操舵艦橋上にあった測距儀は2番・4番主砲塔天蓋部に移設した。
1935年には三脚檣トップにフラットを設け、28mm高角機銃が新たに追加された。

## 武装

### 主砲

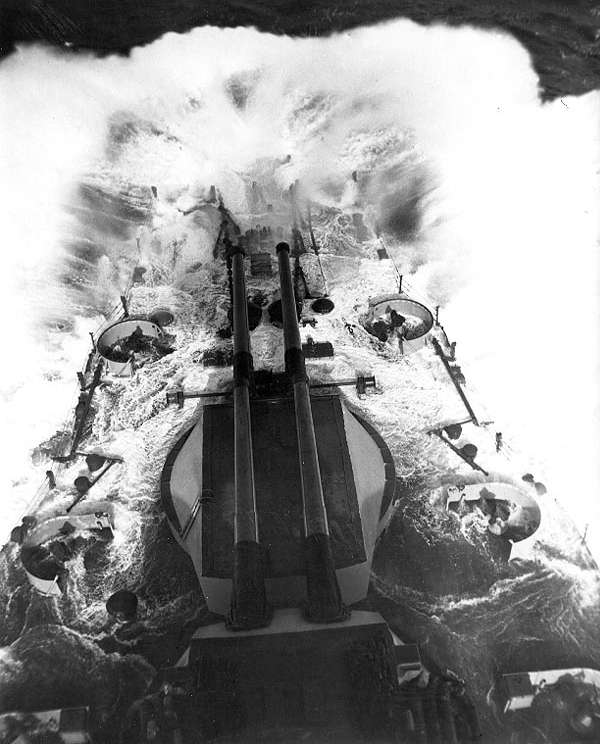
ニューヨークの艦首主砲塔。ニューヨーク級は艦首の艦舷の高さが低く、凌波性に問題があった。

前述通りにニューヨーク級の主砲は1910年型 Mark 1, 35.6cm（45口径）砲である。その性能は重量635.0kgの砲弾を最大仰角15度で21,030 mまで届かせることが出来、射程18,290 mで装甲170 mmを貫通できる性能であった。そしてこの砲を連装砲塔に収めた。砲塔の設計はワイオミング級と同じく左右が独立に砲身が上下できる形式であったが、砲弾の装填機構はより安全性を高められ、装填は仰角0度の固定角度装填式に改められた。旋回角度は船体首尾線方向を0度として左右150度の広い旋回角度を持ち、砲身の俯仰能力は仰角15度・俯角5度である。主砲身の俯仰・砲塔の旋回・砲弾の揚弾・装填は主に電力で行われ、補助に人力を必要とした。発射速度は毎分1.25～1.75発である。

### 副砲等

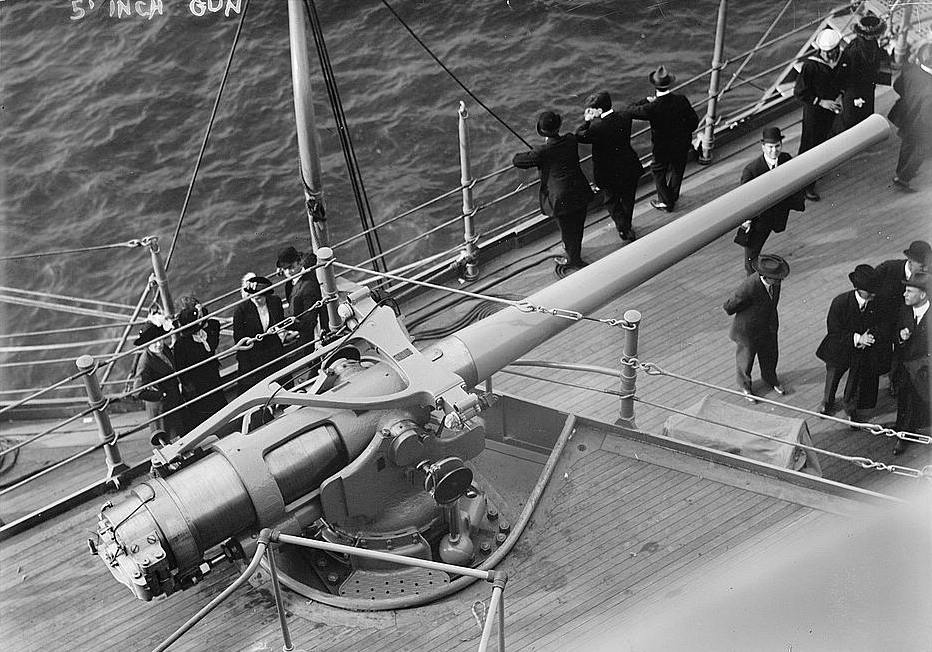
テキサスの舷側副砲。ニューヨーク級は艦舷が低いために副砲の砲郭から波浪が侵入するため、一部の副砲は高所に移設させられた。

副砲はアメリカ弩級戦艦伝統の1910年型12.7cm（51口径）速射砲を引き続き採用した。その性能は重量47.7 kgの砲弾を最大仰角15度では射程13,720 mまで届かせられ、この砲を舷側ケースメイトで片舷7基ずつ計14基を搭載した。砲架の俯仰能力は仰角15度・俯角10度であり、旋回角度は100度であった。砲身の俯仰・砲塔の旋回・砲弾の揚弾・装填は主に人力を必要とした。発射速度は毎分6発である。
配置はケースメイト配置で1番主砲塔の前方部分に片舷2基ずつ、船体中央部に5基ずつ、5番主砲塔の後部に2基ずつ、4番・5番主砲塔天蓋に1基ずつと、艦尾に1基の計21門である。後に主砲塔付近や艦尾の副砲は外洋航行時に波浪が吹き込むために閉塞された。その他に対艦用に53.3cm魚雷発射管を水線下に4門を装備した。

## 機関
ニューヨーク級の機関配置は、ボイラーはバブコック・アンド・ウィルコックス式重油・石炭混焼水管缶を14基積んだ。推進機関は前級と異なりレシプロ機関を採用し、これを2基2軸推進とした。
これは、前級であるワイオミング級において搭載した直結タービン機関は低速時の燃費に問題があり、海軍の出した要求「アメリカ西海岸からフィリピンまで航海できるもの」を満たす高出力タービンを開発できなかったため、速力低下をしのんで低速時の燃費が良いレシプロ機関を選択した物である。ボイラーは2番主砲塔と3番主砲塔の間に設置され、レシプロ機関は3番主砲塔と4番主砲塔の間に設置された。復水器はレシプロ機関のすぐ横に設置された。

## 艦歴

### 竣工後から第一次世界大戦
就役後は大西洋艦隊に配属された。第一次世界大戦において遣英派遣艦隊（合衆国第9戦艦部隊）に編入されてロッドマン提督が指揮をとり、イギリス海軍のグランドフリート隷下では第6戦艦戦隊と呼称された。おもに大西洋で船団護衛任務に就く。火力ではアメリカ艦隊で最強ではあったが、重武装な割に艦形が小型なために外洋では凌波性に問題性があり、海水面に近い場所に開口部が多い設計面での問題もあって同大戦中には改善できなかったために戦力とならなかった。またアメリカ参戦の時点でドイツ帝国海軍の大洋艦隊は現存艦隊主義をとっており、敵戦艦と交戦する機会はなかった。唯一の戦果は、1918年10月14日にニューヨークがドイツ海軍のUボート1隻を衝突によって推進軸1軸損傷と引き換えに撃沈したとされる。これが遣英艦隊全体の唯一の戦果であった。

### 海軍休日から第二次世界大戦

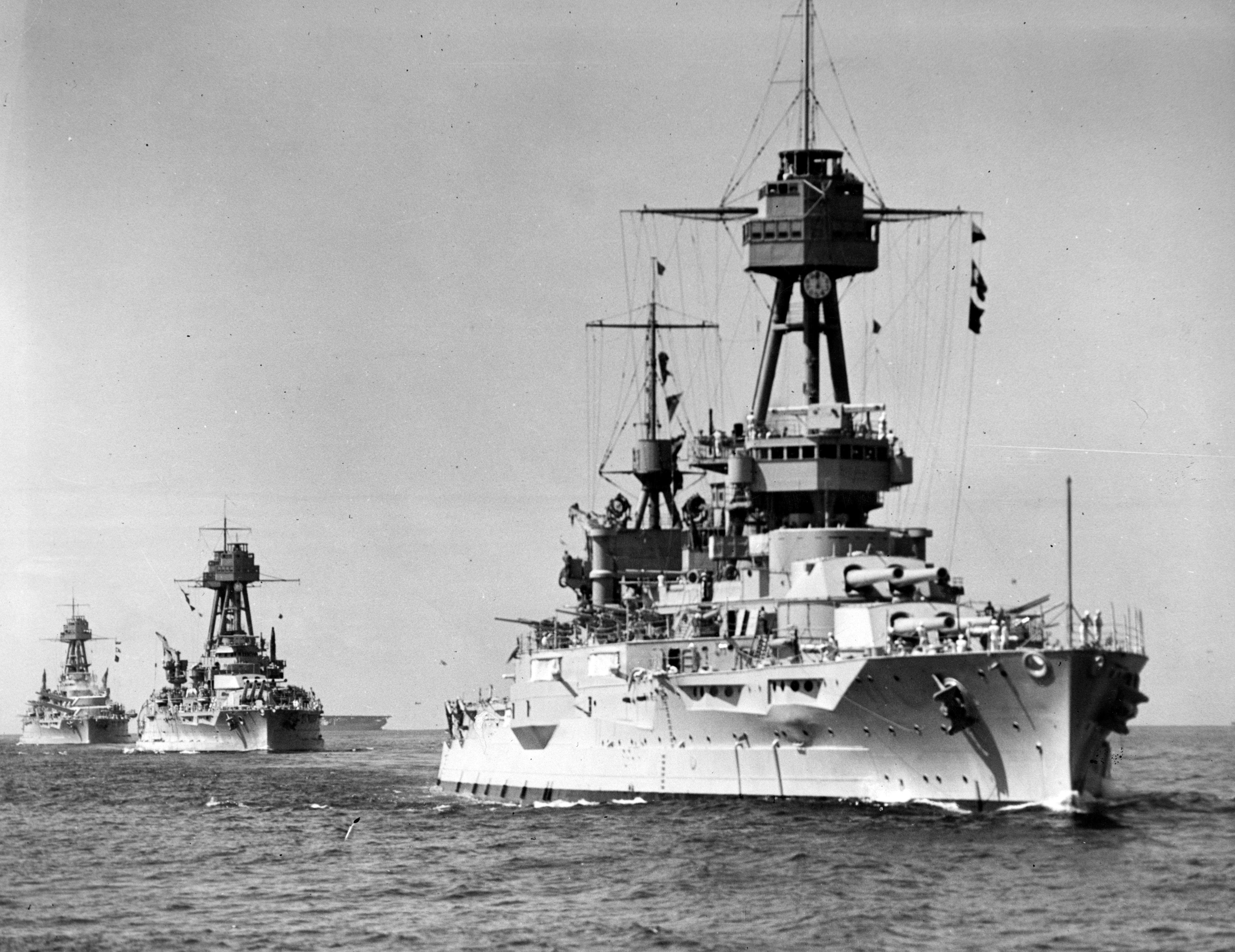
近代化改装後のニューヨーク(後方に見える艦はネバダとオクラホマ。)

改装終了後の1937年5月20日、ニューヨークがイギリスのスピッドヘッドにて行われたジョージ6世戴冠記念観艦式に参列、アメリカ海軍からはロッドマン提督（前大戦の遣英艦隊司令官）が派遣されている。
1938年にはアメリカ戦艦として初めて艦載レーダーを設置した。
練習艦的任務についていたが、1939年9月に第二次世界大戦が勃発すると、現役に復帰する。対空火器の増設とレーダーの搭載が行われ、大西洋での船団護衛任務や火力支援任務に就いた。1941年12月に太平洋戦争が勃発した時、テキサス級戦艦は旧式艦という認識を受けていた。しかし本級は大西洋戦線と太平洋戦線の両方で対地砲撃任務に投入され、北アフリカ上陸作戦、ノルマンディー上陸作戦、南フランス上陸作戦、硫黄島攻防戦、沖縄戦などに参加した。
太平洋戦争終結後、ニューヨークはビキニ環礁でクロスロード作戦における標的艦となる。原爆の空中爆発と水中爆発を生き延びた。真珠湾にもどったあと、1948年7月に実艦的として沈没処分にされた。一方、テキサスは戦後サン・ジャシントで記念艦として保存されている。

## 要目

### 竣工時
- 水線長: -m
- 全長: 174.7m
- 全幅: 29.6m
- 吃水: 7.9m
- 基準排水量: -トン
- 常備排水量: 28,500トン
- 満載排水量: -トン
- 兵装: 35.6cm（45口径）連装砲5基、12.7cm（51口径）単装砲21基、53.3cm水中魚雷発射管4基
- 機関: バブコックス&ウィルコックス式重油石炭混焼缶14基+レシプロ2基2軸推進
- 最大出力: 27,100hp
- 航続性能: 12ノット/9,060海里
- 最大速力: 21ノット
- 装甲
  - 舷側装甲: 305mm
  - 甲板装甲: 51mm
  - 主砲塔装甲: -mm（前盾）、-mm（側盾）、-mm（後盾）、115mm（天蓋）
  - バーベット部: -mm
  - 司令塔: -mm
- 航空兵装: -
- 乗員: 1,042名

### 最終時
- 水線長: -m
- 全長: 174.7m
- 全幅: 32.4m
- 吃水: 7.9m
- 基準排水量: 27,400トン
- 常備排水量: 31,400トン
- 満載排水量: -トン

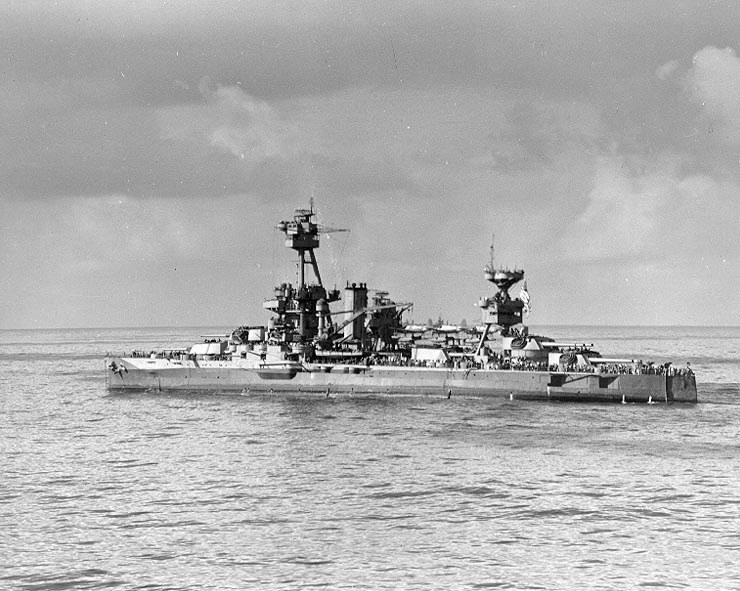
1942年に撮られたニューヨーク。

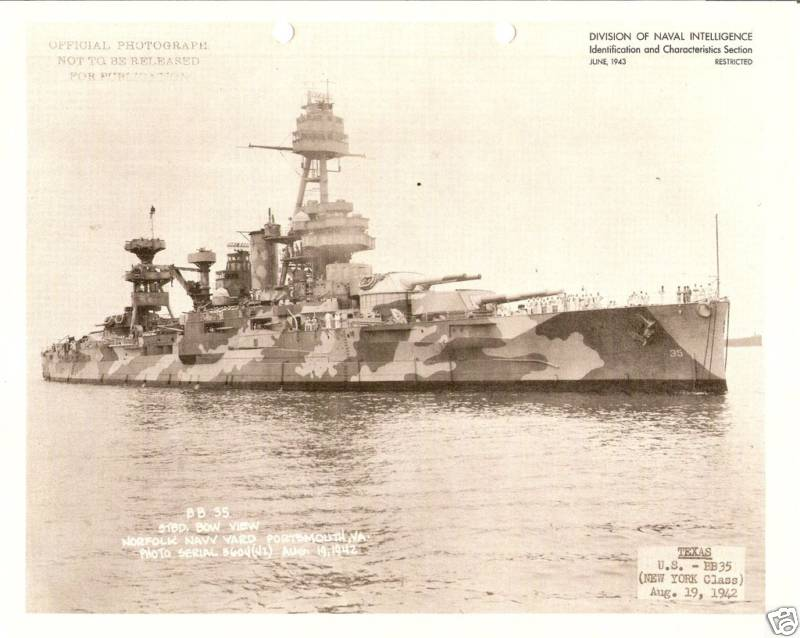
迷彩された1942年時のテキサス。

- 兵装: 35.6cm（45口径）連装砲5基、12.7cm（51口径）単装砲6基、7.6cm（50口径）単装高角砲10基、40mm四連装高角機関砲10基、20mm連装機関砲1基+同単装機関砲44基、53.3cm水中魚雷発射管4基
- 機関: B・エクスプレス式重油専焼缶6基+レシプロ2基2軸推進
- 最大出力: 28,100hp
- 航続性能: 10ノット/15,400海里
- 最大速力: 19.7ノット
- 装甲
  - 舷側装甲: 305mm（最厚部）、254mm（ヴァイタルパート端部）、152mm（第一甲板部）
  - 甲板装甲: 51mm
  - 主砲塔装甲: 356mm（前盾）、-mm（側盾）、-mm（後盾）、115mm（天蓋）
  - バーベット部: 305mm
  - 司令塔: 305mm
- 航空兵装: 3機
- 乗員: 1,310名